# Gaius Aurelius Cotta (Konsul 75 v. Chr.)
Gaius Aurelius Cotta (* um 124 v. Chr.; † 74 oder 73 v. Chr.) war ein römischer Politiker und Redner aus der plebejischen Familie der Aurelier.
92 v. Chr. verteidigte er seinen Onkel Publius Rutilius Rufus, dessen Schwester Rutilia Cottas Mutter war und der nun wegen Erpressungen in der Provinz Asia angeklagt war. Er war ein enger Freund des Volkstribuns Marcus Livius Drusus, der 91 v. Chr. ermordet wurde, und im selben Jahr selbst ein gescheiterter Kandidat für das Tribunat. Kurz danach wurde er unter der lex Varia verfolgt, die gegen alle gerichtet war, die die italischen Bundesgenossen im Kampf gegen Rom unterstützten, und ging deshalb ins Exil.
Cotta kehrte 82 nach Rom zurück. Vielleicht kämpfte er 80 v. Chr. als Proprätor erfolglos gegen Quintus Sertorius. Er muss spätestens 78 v. Chr. Prätor gewesen sein, da er für das Jahr 75 v. Chr. zum Konsul gewählt wurde. Er brachte ein Gesetz ein, nach dem Volkstribunen wieder andere Ämter bekleiden durften, was ihnen von Sulla verboten worden war, und schloss einen Vertrag mit dem König Hiempsal von Numidien. Nach seinem Konsulat wurde Cotta 74 v. Chr. Prokonsul der Provinz Gallia Cisalpina. Er starb am Ende dieses Jahres oder am Beginn des folgenden, bevor er einen Triumph feiern konnte.
Seit einem nicht genau bekannten Zeitpunkt bis zu seinem Tod war Cotta Pontifex; sein Nachfolger im Kollegium wurde Gaius Iulius Caesar. Seine Brüder Marcus und Lucius Aurelius Cotta wurden ebenfalls Konsuln.
Nach Cicero waren Publius Sulpicius Rufus und Cotta die besten Redner unter den jungen Männern ihrer Zeit. In Ciceros Dialogen De oratore (I 25ff.) und De natura deorum (I 57-124; III 10-93) tritt Cotta als Mitunterredner auf, in letzterem als Vertreter der „neuen“ Akademie. 